# Gantar (plaats)
Gantar is een bestuurslaag in het regentschap Indramayu van de provincie West-Java, Indonesië. Gantar telt 10.134 inwoners (volkstelling 2010).